# Gradinata

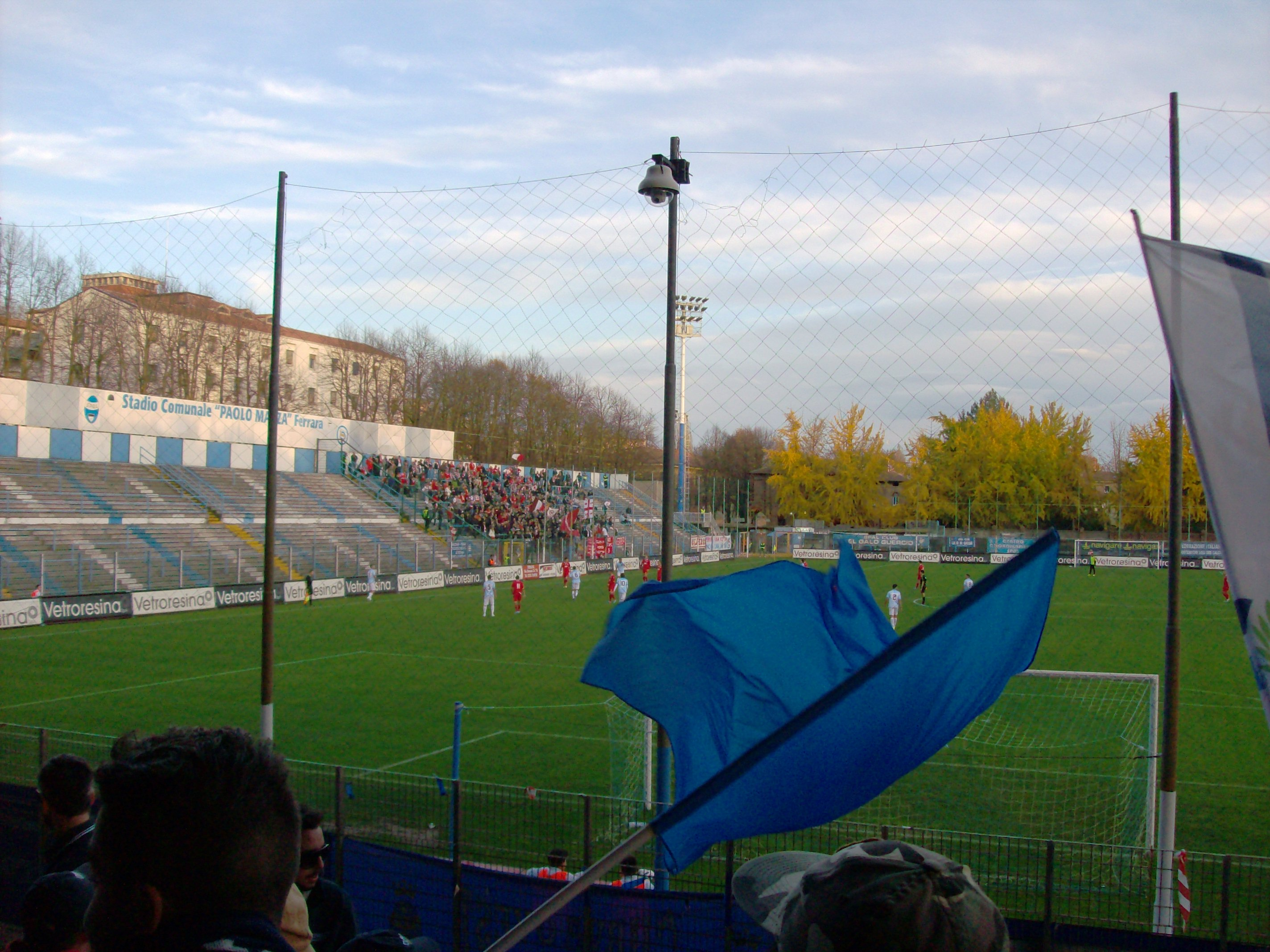
Gradinata dello Stadio Paolo Mazza di Ferrara

La gradinata è una serie di ampi gradini che formano una scala monumentale per l'accesso ad una costruzione. Sono comuni nei monumenti, nei teatri e nei campi sportivi.

## Nello sport
un settore degli spalti di un campo sportivo; si distingue dalla tribuna per motivi di comodità: infatti la tribuna solitamente è provvista di copertura e posti a sedere più comodi, la gradinata invece molto spesso è sprovvista di copertura. Nella tribuna di solito si trovano le postazioni per i giornalisti e delle telecamere per le riprese televisive.
La gradinata è talvolta conosciuta come settore "distinti"; il prezzo del biglietto per assistere ad una partita è minore rispetto a quello della tribuna.